# 2050-е

## Догађаји и трендови
- Према истраживањима Уједињених нација, предвиђено је да Светска популација достигне 9,1 милијарду људи.[1]